# Hevesi Family
A Hevesi Family egy magyarországi roma zenekar, amely Heves megyében alakult 2023-ban. A zenekar tagjai: Horváth Roland, Penti Lajos és Ifj. Penti Lajos.

## Zenei stílus
A formáció autentikus roma zenét játszik, amelyet popzenei és elektronikus zenei elemekkel ötvöznek. Repertoárjukban szerepelnek saját szerzemények, feldolgozások és hagyományos cigány népdalok is.

## Biográfia
A Hevesi Family 2023-ban alakult Heves megyében. A zenekar három tagból áll: Horváth Roland, Penti Lajos és Ifj. Penti Lajos. A zenekar célja a roma kultúra és zene népszerűsítése modern köntösben, fiatalos lendülettel. Az első ismert nyilvános fellépéseik között helyi események és televíziós szereplések is szerepelnek.

## Tagok
- Horváth Roland
- Penti Lajos
- Ifj. Penti Lajos

## Külső hivatkozások
- YouTube csatorna